# Toms Brook
Toms Brook és una població dels Estats Units a l'estat de Virgínia. Segons el cens del 2000 tenia 255 habitants.

## Demografia
Segons el cens del 2000, Toms Brook tenia 255 habitants, 100 habitatges, i 70 famílies. La densitat de població era de 656,4 habitants per km².
Dels 100 habitatges en un 30% hi vivien nens de menys de 18 anys, en un 53% hi vivien parelles casades, en un 12% dones solteres, i en un 30% no eren unitats familiars. En el 24% dels habitatges hi vivien persones soles el 10% de les quals corresponia a persones de 65 anys o més que vivien soles. El nombre mitjà de persones vivint en cada habitatge era de 2,55 i el nombre mitjà de persones que vivien en cada família era de 3,07.
Per edats la població es repartia de la següent manera: un 22,4% tenia menys de 18 anys, un 9,4% entre 18 i 24, un 32,5% entre 25 i 44, un 26,3% de 45 a 60 i un 9,4% 65 anys o més.
L'edat mediana era de 37 anys. Per cada 100 dones de 18 o més anys hi havia 90,4 homes.
La renda mediana per habitatge era de 38.214 $ i la renda mediana per família de 44.688 $. Els homes tenien una renda mediana de 27.750 $ mentre que les dones 20.972 $. La renda per capita de la població era de 16.712 $. Entorn del 2,5% de les famílies i el 5,9% de la població estaven per davall del llindar de pobresa.

## Poblacions més properes
El següent diagrama mostra les poblacions més properes.